# 屏東縣私立陸興高級中學
陸興學校財團法人屏東縣陸興高級中學（英語：Pingtung County Lu Shing Senior High School），簡稱陸興高中，位於屏東縣屏東市，為一所私立完全中學。

## 陸興高中校史
民國48年9月，奉准設立「台灣省屏東縣私立東大高級中學」，盧董事長文道先生接篆董事會。
民國54年，奉准設立附設補習學校。
民國57年，增設職業類科。
民國61年12月21日，奉准更名為「台灣省屏東縣私立青年高級中學」。
民國64年10月5日，董事會改組，蔣董事長紀周先生接篆董事會；續聘秦校長維明先生擔任校長。
民國67年7月1日，董事會改組，蔡董事長慶輝先生接篆董事會；遴聘黃校長聰榮先生擔任校長。
民國79年12月14日，奉准更名為「台灣省屏東縣私立陸興高級中學」。
民國81年，遴聘曾校長清來先生擔任校長。
民國81年5月，奉准設立國中部。
民國87年2月，董事會改組，林董事長玉梅女士接篆董事會；遴聘陳校長俊輝先生擔任校長。
民國88年8月，遴聘洪校長騰祥先生擔任校長。
民國89年8月，遴聘林校長健一先生擔任校長。
民國95年8月，遴聘趙校長崑霖先生擔任校長。
民國96年12月，遴聘陳校長文賢先生擔任校長。
民國99年6月董事會改組，鈕董事長廷莊博士接篆董事會；同年8月遴聘何校長歐威女士擔任校長。
民國100年5月16日，奉准更名為「陸興學校財團法人屏東縣陸興高級中學」。
民國101年8月，遴聘秦校長台生先生擔任校長。
民國104年8月，遴聘許校長清和先生擔任校長。
民國106年8月，倪孟君女士代理校長；翌年2月遴聘倪校長孟君女士擔任校長。
民國107年6月，曹董事長安娜女士接篆董事會。
民國109年8月，遴聘鄭校長志峯先生擔任校長。
民國110年8月，董事會改組，王董事長仁炳先生接篆董事會；續聘鄭校長志峯先生擔任校長。
民國110年12月，遴聘李校長榮東先生擔任校長。
民國112年8月，遴聘黃校長坤謨先生擔任校長。
民國113年8月，遴聘柯校長文賢先生擔任代理校長。
民國114年6月，遴聘葉校長春麗女士擔任校長。

## 外部連結
- 陸興高級中學官網 （页面存档备份，存于）
- 陸興高中粉絲頁
- 陸興高中招生專頁

（页面存档备份，存于）